# ۱۷۴۵ (میلادی)
۱۷۴۵ (میلادی) هزار و هفتصد و چهل و پنجمین سال تقویم میلادی است.

## زادگان
- ۱۸ فوریه – آلساندرو ولتا، فیزیک‌دان ایتالیایی (د. ۱۸۲۷)

## درگذشتگان
- 18 مارس - رابرت والپول : سیاستمدار و نخستین نخست وزیر بریتانیا.
- ۱۹ اکتبر – جاناتان سوییفت، نویسنده و شاعر بریتانیایی (ز. ۱۶۶۷)